# CAMO
Una CAMO (Continuing Airworthiness Management Organisation, in italiano impresa di gestione del mantenimento della navigabilità) è l'organizzazione tecnica responsabile del mantenimento della navigabilità continua degli aeromobili introdotta dalla Commissione europea con il Regolamento (CE) nº 2042/2003, Allegato I Parte M.
Con l'introduzione di questo regolamento si è provveduto ad uniformare le norme fino ad allora emanate autonomamente dalle varie autorità aeronautiche nazionali degli stati membri EASA riguardanti le responsabilità del proprietario (o operatore) dell'aeromobile e l'insieme delle attività che esso deve assicurare siano eseguite per garantire l'aeronavigabilità continua dell'aeromobile. Tra il 28 settembre 2005 ed il 28 settembre 2009 (a seconda del tipo di impiego), tutti gli aeromobili impiegati in attività di trasporto aereo commerciale (o comunque tutti i velivoli di massa superiore a 5700 kg e gli elicotteri plurimotori) registrati negli stati membri EASA sono stati necessariamente inseriti nella gestione tecnica di una CAMO.

## Struttura
La struttura di una CAMO prevede tre posizioni chiave (l'Accountable Manager, il Camo Post Holder ed il Quality manager) che devono essere ricoperte da persone approvate dall'Autorità aeronautica.
L'Accountable Manager è il responsabile ultimo dell'impresa e deve assicurare le necessarie risorse umane e finanziarie perché le attività siano svolte secondo i requisiti normativi applicabili. L'accettazione dell'Accountable Manager da parte dell'Autorità aeronautica avviene con l'approvazione del CAME (Continuous Airworthiness Management Exposition), il manuale dell'organizzazione nel quale sono esposti i compiti e le funzioni della CAMO.
Il Camo Post Holder (anche identificato come Direttore Tecnico) è il responsabile delle funzioni tecniche che sottendono al mantenimento dell'"navigabilità continua" degli aeromobili e risponde all'Accountable Manager. La sua figura deve essere accettata dall'Autorità aeronautica attraverso la firma di un "EASA Form 4", un modulo nel quale vengono riportate le qualifiche e l'esperienza del Post Holder.
Il Quality Manager è il responsabile del Sistema Qualità che verifica, mediante un piano di audit, il mantenimento degli standard di sistema e prodotto. Assicura, mediante il monitoraggio periodico, la rispondenza dell'impresa risponda alle procedure stabilite nel CAME e che tali procedure siano a loro volta conformi a quanto prescritto dalla Parte M. Deve essere adeguatamente posizionato nella struttura organizzativa dell'impresa in modo da garantire l'indipendenza delle sue funzioni ispettive ed un accesso diretto all'Accountable Manager. Anche questa figura deve essere approvata dall'Autorità mediante la presentazione dell'EASA Form 4.
Alla CAMO, in base al soddisfacimento di alcuni requisiti previsti dalla Parte M, può essere accordato il privilegio di rilasciare o estendere il Certificato di Revisione della Aeronavigabilità (ARC). In questo caso il personale preposto a queste attività (definito come Airworthiness Review Staff o ARS) deve essere formalmente accettato dall'Autorità con l'EASA Form 4 ed inquadrato nel CAME con la definizione delle relative procedure, modulistiche e requisiti di mantenimento delle registrazioni.